# Caviphaxus longiflagellatus
Caviphaxus longiflagellatus is een vlokreeftensoort uit de familie van de Oedicerotidae. De wetenschappelijke naam van de soort is voor het eerst geldig gepubliceerd in 1992 door Ren.